# Elektro (Roboter)

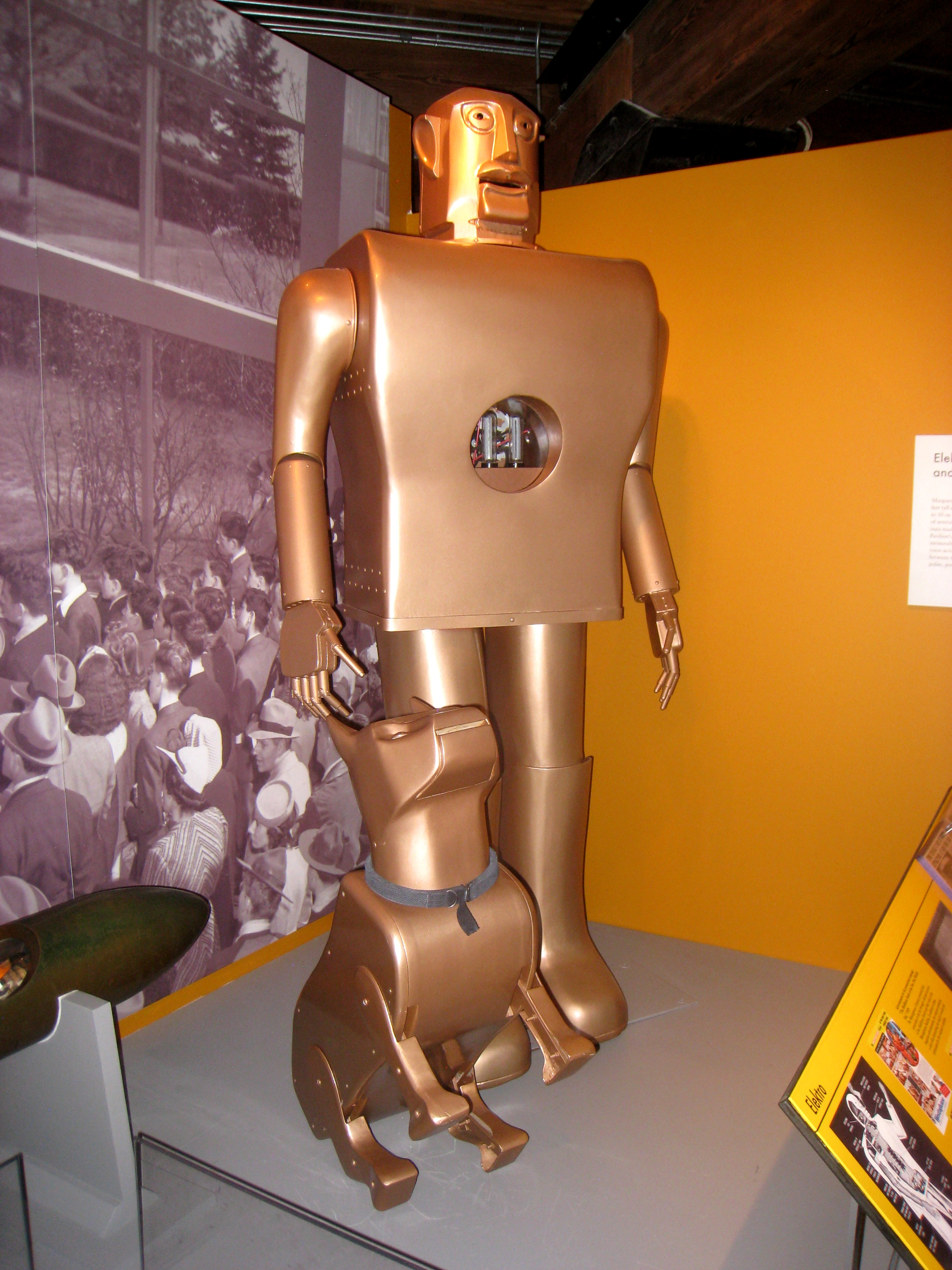
Elektro der Roboter und sein kleiner Hund Sparko, jetzt Ausstellungsstücke im Senator John Heinz History Center

Elektro ist ein humanoider Roboter, der zwischen 1937 und 1938 vom Unternehmen Westinghouse konstruiert wurde. Er wurde auf der Weltausstellung 1939 in New York ausgestellt. Elektro hat eine äußere Metallbedeckung, ist ca. 2,20 m groß und durch einen Menschen mittels einer Telefonverbindung zu Elektro steuerbar. Er kann sich bewegen, seine Finger abzählen, eine Zigarre rauchen und verfügt über einen begrenzten Sprachschatz von 700 Wörtern. Mit letzterem ist er in der Lage, eine Konversation zu simulieren. Ein Jahr später in 1940 wird Elektro ein Roboterhund namens Sparko an die Seite gestellt. Dieser kann bellen, mit dem Schwanz wedeln und „Sitz“ machen.
Elektro ist im Mansfield Memorial Museum in Mansfield, Ohio, ausgestellt.